# Voleibol nos Jogos Europeus de 2015 - Feminino
O torneio masculino de voleibol foi um dos eventos do voleibol  nos Jogos Europeus de 2015, em Baku, no Azerbaijão. Foi disputada na Baku Crystal Hall entre os dias 13 a 27 de junho.

## Qualificação
| Meios de qualificação                                   | Vagas | Qualificados                                                                                |
| ------------------------------------------------------- | ----- | ------------------------------------------------------------------------------------------- |
| Nação anfitriã                                          | 1     | Azerbaijão                                                                                  |
| Ranking Europeu CEV (a partir de 1º de janeiro de 2015) | 9     | Rússia · Sérvia · Itália · Turquia · Alemanha · Países Baixos · Polônia · Bélgica · Croácia |
| Ranking da Liga Europeia CEV (2011–2014)                | 2     | Bulgária · Romênia                                                                          |
| Total                                                   | 12    |                                                                                             |

## Medalhistas
|  | TUR Turquia |  | POL Polônia |  | SRB Sérvia |
|  | Çağla Akın Kübra Akman Seda Aslanyürek Naz Aydemir Dicle Nur Babat Büşra Cansu Merve Dalbeler Meliha İsmailoğlu Aslı Kalaç Gizem Güreşen Karadayı Güldeniz Önal Paşalıoğlu (Capitã) Neriman Özsoy Polen Uslupehlivan Gözde Yılmaz |  | Anna Werblińska Maja Tokarska Izabela Bełcik (capitã) Agnieszka Kąkolewska Agnieszka Bednarek-Kasza Anna Miros Katarzyna Zaroślińska Agata Sawicka Daria Paszek Sylwia Pycia Agata Durajczyk Joanna Wołosz Natalia Kurnikowska Katarzyna Skowrońska-Dolata |  | Maja Savić Marta Drpa Bojana Živković Mina Popović Tijana Malešević Brižitka Molnar Brankica Mihajlović Jelena Nikolić (capitã) Ana Bjelica Jovana Stevanović Milena Rašić Silvija Popović Slađana Mirković Bianka Buša |

## Composição dos grupos
As equipes foram classificadas seguindo o sistema Serpentine de acordo com sua classificação europeia em 1º de janeiro de 2015. Doze nações qualificadas foram divididas em dois grupos, cada um composto por seis times. Após a primeira fase, as quatro equipes mais bem colocadas de cada grupo avançaram para uma fase eliminatória para decidir as medalhas.
| Grupo A                | Grupo B           |
| ---------------------- | ----------------- |
| Azerbaijão (Anfitrião) | Rússia (1)        |
| Itália (2)             | Sérvia (2)        |
| Turquia (4)            | Alemanha (5)      |
| Polônia (6)            | Países Baixos (6) |
| Bélgica (8)            | Croácia (8)       |
| Romênia (15)           | Bulgária (10)     |

## Primeira fase
Horário de verão do Azerbaijão (UTC+5).
Os resultados da primeira fase foram os seguintes.

### Grupo A
|  | Classificados para as quartas de final |

|     |            |     | Jogos | Jogos | Jogos | Sets | Sets | Sets  | Pontos | Pontos | Pontos |
| Pos | Equipe     | Pts | T     | V     | D     | V    | P    | R     | V      | P      | R      |
| --- | ---------- | --- | ----- | ----- | ----- | ---- | ---- | ----- | ------ | ------ | ------ |
| 1   | Turquia    | 13  | 5     | 4     | 1     | 14   | 3    | 4.667 | 403    | 319    | 1.263  |
| 2   | Azerbaijão | 11  | 5     | 4     | 1     | 12   | 7    | 1.714 | 453    | 409    | 1.108  |
| 3   | Polônia    | 9   | 5     | 3     | 2     | 11   | 8    | 1.375 | 425    | 403    | 1.055  |
| 4   | Bélgica    | 6   | 5     | 2     | 3     | 8    | 11   | 0.727 | 393    | 431    | 0.912  |
| 5   | Romênia    | 3   | 5     | 1     | 4     | 4    | 12   | 0.333 | 334    | 387    | 0.863  |
| 6   | Itália     | 3   | 5     | 1     | 4     | 4    | 12   | 0.333 | 325    | 384    | 0.846  |

| Data   | Hora  |            | Placar |            | Set 1 | Set 2 | Set 3 | Set 4 | Set 5 | Total   | Relatório |
| ------ | ----- | ---------- | ------ | ---------- | ----- | ----- | ----- | ----- | ----- | ------- | --------- |
| 13 Jun | 11:00 | Itália     | 3–0    | Bélgica    | 25–22 | 25–20 | 25–20 |       |       | 75–62   | Súmula    |
| 13 Jun | 17:30 | Azerbaijão | 3–1    | Romênia    | 25–20 | 25–18 | 27–29 | 25–15 |       | 102–82  | Súmula    |
| 13 Jun | 22:00 | Polônia    | 3–2    | Turquia    | 18–25 | 26–24 | 18–25 | 25–17 | 15–11 | 102–102 | Súmula    |
| 15 Jun | 11:00 | Turquia    | 3–0    | Itália     | 25–16 | 25–10 | 25–17 |       |       | 75–43   | Súmula    |
| 15 Jun | 16:30 | Romênia    | 0–3    | Bélgica    | 21–25 | 21–25 | 23–25 |       |       | 65–75   | Súmula    |
| 15 Jun | 22:00 | Azerbaijão | 3–0    | Polônia    | 28–26 | 25–16 | 25–23 |       |       | 78–65   | Súmula    |
| 17 Jun | 11:00 | Polônia    | 3–0    | Romênia    | 25–23 | 25–15 | 25–17 |       |       | 75–55   | Súmula    |
| 17 Jun | 16:30 | Itália     | 1–3    | Azerbaijão | 22–25 | 20–25 | 25–22 | 22–25 |       | 89–97   | Súmula    |
| 17 Jun | 20:00 | Bélgica    | 0–3    | Turquia    | 16–25 | 15–25 | 18–25 |       |       | 49–75   | Súmula    |
| 19 Jun | 09:00 | Romênia    | 0–3    | Turquia    | 16–25 | 22–25 | 19–25 |       |       | 57–75   | Súmula    |
| 19 Jun | 16:30 | Polônia    | 3–0    | Itália     | 25–17 | 25–18 | 25–23 |       |       | 75–58   | Súmula    |
| 19 Jun | 20:00 | Azerbaijão | 3–2    | Bélgica    | 25–21 | 22–25 | 25–20 | 21–25 | 15–6  | 108–97  | Súmula    |
| 21 Jun | 09:00 | Bélgica    | 3–2    | Polônia    | 25–22 | 21–25 | 23–25 | 25–22 | 16–14 | 110–108 | Súmula    |
| 21 Jun | 14:30 | Itália     | 0–3    | Romênia    | 23–25 | 16–25 | 21–25 |       |       | 60–75   | Súmula    |
| 21 Jun | 20:00 | Turquia    | 3–0    | Azerbaijão | 25–23 | 26–24 | 25–21 |       |       | 76–68   | Súmula    |

### Grupo B
|  | Classificados para as quartas de final |

|     |               |     | Jogos | Jogos | Jogos | Sets | Sets | Sets  | Pontos | Pontos | Pontos |
| Pos | Equipe        | Pts | T     | V     | D     | V    | P    | R     | V      | P      | R      |
| --- | ------------- | --- | ----- | ----- | ----- | ---- | ---- | ----- | ------ | ------ | ------ |
| 1   | Sérvia        | 13  | 5     | 4     | 1     | 14   | 4    | 3.500 | 426    | 359    | 1.187  |
| 2   | Países Baixos | 11  | 5     | 4     | 1     | 12   | 7    | 1.714 | 432    | 405    | 1.067  |
| 3   | Alemanha      | 9   | 5     | 3     | 2     | 12   | 8    | 1.500 | 428    | 434    | 0.986  |
| 4   | Rússia        | 5   | 5     | 2     | 3     | 7    | 11   | 0.636 | 392    | 406    | 0.966  |
| 5   | Bulgária      | 4   | 5     | 1     | 4     | 6    | 12   | 0.500 | 390    | 404    | 0.965  |
| 6   | Croácia       | 3   | 5     | 1     | 4     | 4    | 13   | 0.308 | 352    | 412    | 0.854  |

| Data   | Hora  |               | Placar |               | Set 1 | Set 2 | Set 3 | Set 4 | Set 5 | Total   | Relatório |
| ------ | ----- | ------------- | ------ | ------------- | ----- | ----- | ----- | ----- | ----- | ------- | --------- |
| 13 Jun | 09:00 | Sérvia        | 3–0    | Croácia       | 25–15 | 25–17 | 25–17 |       |       | 75–49   | Súmula    |
| 13 Jun | 14:30 | Alemanha      | 3–2    | Bulgária      | 25–22 | 24–26 | 10–25 | 28–26 | 15–10 | 102–109 | Súmula    |
| 13 Jun | 20:00 | Países Baixos | 3–1    | Rússia        | 25–19 | 21–25 | 25–22 | 25–21 |       | 96–87   | Súmula    |
| 15 Jun | 09:00 | Bulgária      | 3–0    | Rússia        | 25–16 | 25–22 | 25–20 |       |       | 75–58   | Súmula    |
| 15 Jun | 14:30 | Croácia       | 1–3    | Países Baixos | 23–25 | 17–25 | 25–17 | 21–25 |       | 86–92   | Súmula    |
| 15 Jun | 20:00 | Alemanha      | 1–3    | Sérvia        | 24–26 | 25–18 | 15–25 | 22–25 |       | 86–94   | Súmula    |
| 17 Jun | 09:00 | Países Baixos | 0–3    | Alemanha      | 13–25 | 23–25 | 22–25 |       |       | 58–75   | Súmula    |
| 17 Jun | 14:30 | Sérvia        | 3–0    | Bulgária      | 27–25 | 25–12 | 25–18 |       |       | 77–55   | Súmula    |
| 17 Jun | 22:00 | Rússia        | 3–0    | Croácia       | 25–22 | 25–19 | 26–24 |       |       | 76–65   | Súmula    |
| 19 Jun | 11:00 | Bulgária      | 1–3    | Croácia       | 23–25 | 23–25 | 25–15 | 23–25 |       | 94–90   | Súmula    |
| 19 Jun | 14:30 | Sérvia        | 2–3    | Países Baixos | 25–20 | 22–25 | 28–26 | 16–25 | 9–15  | 100–111 | Súmula    |
| 19 Jun | 22:00 | Alemanha      | 2–3    | Rússia        | 26–24 | 9–25  | 20–25 | 25–22 | 10–15 | 90–111  | Súmula    |
| 21 Jun | 11:00 | Países Baixos | 3–0    | Bulgária      | 25–20 | 25–18 | 25–19 |       |       | 75–57   | Súmula    |
| 21 Jun | 16:30 | Croácia       | 0–3    | Alemanha      | 21–25 | 22–25 | 19–25 |       |       | 62–75   | Súmula    |
| 21 Jun | 22:00 | Rússia        | 0–3    | Sérvia        | 28–30 | 14–25 | 16–25 |       |       | 58–80   | Súmula    |

## Fase final
Horário de verão do Azerbaijão (UTC+5).
As equipes classificadas em 1º lugar em cada grupo jogaram contra as equipes classificadas em 4º lugar no outro grupo. Os 2ºs colocados da chave A jogaram contra os 2º ou 3º colocados da chave B, determinados por sorteio. As equipes restantes jogaram entre si.
|  | Quartas de final | Quartas de final |             |        | Semifinais     | Semifinais     |  |  | Final       | Final |
|  |                  |                  |             |        |                |                |  |  |             |       |
|  | 23 de junho      |                  |             |        |                |                |  |  |             |       |
|  |                  |                  |             |        |                |                |  |  |             |       |
|  | Turquia          | 3                |             |        |                |                |  |  |             |       |
|  | Turquia          | 3                | 25 de junho |        |                |                |  |  |             |       |
|  | Rússia           | 1                |             |        |                |                |  |  |             |       |
|  | Rússia           | 1                | Turquia     | 3      |                |                |  |  |             |       |
|  | 23 de junho      |                  | Turquia     | 3      |                |                |  |  |             |       |
|  |                  | Azerbaijão       | 2           |        |                |                |  |  |             |       |
|  | Azerbaijão       | Azerbaijão       | 2           | 3      |                |                |  |  |             |       |
|  | Azerbaijão       |                  | 27 de junho | 3      |                |                |  |  |             |       |
|  | Países Baixos    | 0                |             |        |                |                |  |  |             |       |
|  | Países Baixos    | 0                | Turquia     | 3      |                |                |  |  |             |       |
|  | 23 de junho      |                  | Turquia     | 3      |                |                |  |  |             |       |
|  |                  | Polônia          | 0           |        |                |                |  |  |             |       |
|  | Polônia          | Polônia          | 0           | 3      |                |                |  |  |             |       |
|  | Polônia          | 25 de junho      |             | 3      |                |                |  |  |             |       |
|  | Alemanha         | 2                |             |        |                |                |  |  |             |       |
|  | Alemanha         | 2                | Polônia     | 3      | Terceiro lugar | Terceiro lugar |  |  |             |       |
|  | 23 de junho      |                  | Polônia     | 3      | Terceiro lugar | Terceiro lugar |  |  |             |       |
|  |                  | Sérvia           | 2           |        |                |                |  |  |             |       |
|  | Bélgica          | Sérvia           | 2           | 2      | Azerbaijão     | 2              |  |  |             |       |
|  | Bélgica          |                  |             | 2      | Azerbaijão     | 2              |  |  |             |       |
|  | Sérvia           | 3                |             | Sérvia | 3              |                |  |  |             |       |
|  | Sérvia           | 3                |             |        | 3              |                |  |  |             |       |
|  |                  |                  |             |        |                |                |  |  | 27 de junho |       |
|  |                  |                  |             |        |                |                |  |  |             |       |

### Quartas de final
| Data   | Hora  |            | Placar |               | Set 1 | Set 2 | Set 3 | Set 4 | Set 5 | Total   | Relatório |
| ------ | ----- | ---------- | ------ | ------------- | ----- | ----- | ----- | ----- | ----- | ------- | --------- |
| 23 Jun | 13:00 | Polônia    | 3–2    | Alemanha      | 25–23 | 25–17 | 18–25 | 14–25 | 15–10 | 97–100  | Súmula    |
| 23 Jun | 15:00 | Turquia    | 3–1    | Rússia        | 25–18 | 23–25 | 25–22 | 25–19 |       | 98–84   | Súmula    |
| 23 Jun | 19:00 | Azerbaijão | 3–0    | Países Baixos | 25–21 | 25–23 | 25–14 |       |       | 75–58   | Súmula    |
| 23 Jun | 21:00 | Bélgica    | 2–3    | Sérvia        | 22–25 | 25–19 | 14–25 | 25–21 | 17–19 | 103–109 | Súmula    |

### Semifinal
| Data   | Hora  |         | Placar |            | Set 1 | Set 2 | Set 3 | Set 4 | Set 5 | Total   | Relatório |
| ------ | ----- | ------- | ------ | ---------- | ----- | ----- | ----- | ----- | ----- | ------- | --------- |
| 25 Jun | 17:00 | Polônia | 3–2    | Sérvia     | 25–23 | 20–25 | 25–19 | 22–25 | 15–12 | 107–104 | Súmula    |
| 25 Jun | 19:30 | Turquia | 3–2    | Azerbaijão | 25–21 | 23–25 | 25–19 | 23–25 | 15–11 | 111–101 | Súmula    |

### Disputa pelo bronze
| Data   | Hora  |            | Placar |        | Set 1 | Set 2 | Set 3 | Set 4 | Set 5 | Total  | Relatório |
| ------ | ----- | ---------- | ------ | ------ | ----- | ----- | ----- | ----- | ----- | ------ | --------- |
| 27 Jun | 16:00 | Azerbaijão | 2–3    | Sérvia | 25–21 | 19–25 | 25–17 | 14–25 | 9–15  | 92–103 | Súmula    |

### Final
| Data   | Hora  |         | Placar |         | Set 1 | Set 2 | Set 3 | Set 4 | Set 5 | Total | Relatório |
| ------ | ----- | ------- | ------ | ------- | ----- | ----- | ----- | ----- | ----- | ----- | --------- |
| 27 Jun | 18:30 | Turquia | 3–0    | Polônia | 25–11 | 25–19 | 25–13 |       |       | 75–43 | Súmula    |

## Classificação final
A classificação final foi a seguinte.
| Pos.              | Equipe        |
| ----------------- | ------------- |
| Medalha de ouro   | Turquia       |
| Medalha de prata  | Polônia       |
| Medalha de bronze | Sérvia        |
| 4                 | Azerbaijão    |
| 5                 | Bélgica       |
| 5                 | Alemanha      |
| 5                 | Países Baixos |
| 5                 | Rússia        |
| 9                 | Bulgária      |
| 9                 | Romênia       |
| 11                | Croácia       |
| 11                | Itália        |